# Svatba prince Felipeho a Letizie Ortizové
Svatba Felipeho, knížete asturského a Letizie Ortizové se konala 22. května 2004 v katedrále Almudena v královském paláci v Madridu ve Španělsku. V době svatby byl ženich následníkem španělského trůnu. Nevěsta byla novinářkou. Svatbě předsedal madridský arcibiskup Antonio María Rouco Varela a jen ve Španělsku ji sledovalo 25 milionů lidí.
Svatby se zúčastnilo více než 1 200 hostů, včetně 36 královských rodů a hlav států, včetně prince Alberta Monackého, Charlese, prince z Walesu a korunní princezny Viktorie Švédské.
Svatba byla první státní svatbou ve Španělsku po více než 50 letech a první královskou svatbou po téměř století. Byla to také první svatba, která se konala v katedrále Almudena, která byla vysvěcena v roce 1993.

## Oznámení zasnoubení
Přesné datum seznámení není známo. Dne 1. listopadu 2003 Úřad španělského krále oznámil zasnoubení Letizie Ortizové s Felipem, tehdejším knížetem z Asturie. Felipe požádal o roku s 16karátovým diamantovým zásnubním prstenem s obroučkou z bílého zlata. Ona mu darovala manžetové knoflíčky z bílého zlata a safíru a klasickou knihu.
Oficiální ručně psaná žádost byla podána 6. listopadu 2003 v paláci El Pardo.

## Slavnostní předsvatební večeře
Dne 21. května 2004, den před svatbou, uspořádala královská rodina pro své hosty slavnostní večeři v královském paláci El Pardo. Španělská královská rodina seděla u čtyř hlavních stolů. Večeře se zúčastnilo 300 hostů.
Felipe a Letizia seděli u hlavního stolu spolu s královnou Markétou II. Dánskou a jejím manželem princem Henrikem; norským králem a královnou, Haraldem a Sonjou; irskou prezidentkou a jejím manželem, Mary a Martinem McAleesovými a salvadorským prezidentem Franciscem Floresem Pérezem a jeho manželkou Lourdes Rodríguezovou.
U stolu krále Juana Carlose I. seděla Paloma Rocasolanová, matka nevěsty; královna Beatrix Nizozemská; lucemburský velkovévoda Jindřich a Maria Teresa; panamská prezidentka Mireya Moscosová; kazachstánský prezident Nursultan Nazarbajev a jeho dcera Alija a německý prezident Johannes Rau a jeho manželka Christina.
U stolu královny Sofie, seděl Jesus Ortiz, otec nevěsty; švédský král a královna, Karel XVI. Gustav a Silvia; král a královna Belgičanů, Albert a Paola; Nelson Mandela a jeho manželka Graça Machelová a portugalský prezident Jorge Sampaio a jeho manželka María José Ritta.
U stolu infantky Eleny a jejího manžela Jaimeho de Marichalar seděla Erika Ortizová, sestra nevěsty, a její manžel Antonio Vigo Pérez; lichtenštejnský kníže, Hans Adam II.; kníže a velmistr Maltézského řádu Andrew Bertie a ekvádorský prezident Lucio Gutiérrez a jeho manželka Ximena Bohórquezová Romerová.
U stolu infantky Cristiny a jejího manžela Iñakiho Urdangarina seděla Telma Ortizová, sestra nevěsty; kolumbijský prezident Álvaro Uribe; nikaragujský prezident Enrique Bolaños a jeho manželka Lila T. Abaunzaová a španělský předseda vlády José Luis Rodríguez Zapatero a jeho manželka Sonsoles Espinosaová.
Po večeři se hosté vrátili do rakouského pokoje, kde se tančilo.

## Svatba
Pro obřad nebyl stanoven žádný konkrétní čas, i když se očekávalo, že se bude konat kolem 11:00. Bylo plánováno, že svatební průvod doprovodí ženicha do katedrály, kde bude čekat na příchod nevěsty.
V 10:42 odešel královský průvod od Puerta del Rey královského paláce v Madridu. V čele průvodu stál důstojník následovaný šesti halapartníky a sestával z:
- Infant Karel a princezna Anna, vévoda a vévodkyně z Kalábrie
- Infantka Margarita a Carlos Zurita, vévodkyně a vévoda ze Sorie
- Infantka Cristina a Iñaki Urdangarin, vévodkyně a vévoda z Palma de Mallorca
- Infantka Elena a Jaime de Marichalar, vévodkyně a vévoda z Luga
- Král Juan Carlos I. a infantka Pilar, vévodkyně z Badajozu
- Královna Sofie a princ Felipe, kníže z Asturie

Nevěsta dorazila v 11:12 ráno do katedrály v Rolls-Royce Phantom IV místo pěšky, jak bylo plánováno, kvůli vytrvalému intenzivnímu dešti. Když král Juan Carlos I. vstoupil do katedrály, zazněla španělská hymna. V 11:49 nastal okamžik udělení souhlasu. Jakmile obřad skončil, nevěsta a ženich opustili katedrálu a vydali se na procházku ulicemi Madridu.

### Procesní cesta
Po církevním obřadu se novomanželé vydali na prohlídku autem, černým Rolls-Roycem Phantom IV, ulicemi Madridu za doprovodu motocyklové sekce královské gardy. Pokračovali z ulice Bailén do Cuesta de San Vicente a dostali se na Španělské náměstí. Pokračovali po Gran Vía, přes Red de San Luis do ulice Alcalá, směrem k Plaza de Cibeles.
Motorizovaný doprovod vystřídal doprovod jezdců na koni Královské eskortní eskadry. Pokračovali na Paseo del Prado a náměstí císaře Karla V. a přes barcelonskou městskou třídou se dostali k bazilice Panny Marie z Atochy, kde je přijal starosta Madridu Alberto Ruiz-Gallardón, kardinál madridský arcibiskup, monsignore Antonio Maria Rouco Varela a kněz baziliky, otec José Antonio Álvarez. Zde kněžna uložila svatební kytici před obraz Panny Marie z Atochy, tradiční patronky španělské královské rodiny.
Jakmile skončili, kníže a kněžna z Asturie pozdravili početné přítomné publikum a pak se vrátili do královského paláce stejnou cestou, kterou jeli do baziliky. Pár a jejich rodiny vítali velký dav shromážděný na náměstí Plaza de Oriente z balkonu královského paláce.

### Svatební hostina
Po prohlídce Madridu se novomanželé vydali do Královského paláce na svatební hostinu. Na hostině promluvili král i princ Felipe.
Král v přípitku vyjádřil obrovské štěstí a nadšení celé královské rodiny z této události. Také požádal novomanžele, aby vždy mysleli na Španělsko a věnovali „s láskou a oddaností to nejlepší z vašeho úsilí Španělům, aby se připojili k jejich nadějím, sdíleli jejich iluze a byli vždy schopni splynout s jejich pocity a obtížemi“, s jistotou, že „vás inspiruje vášeň sloužit této velké, rozmanité a pluralitní zemi, hrdé na její soužití v demokracii a svobodě“.
Princ Felipe vyjádřil své velké štěstí a řekl, že „vždy budeme myslet na Španělsko a že celý náš život bude věnován blahu Španělů.“ Oběma rodinám poděkoval za neustálé projevy náklonnosti a štědrosti. Princ zakončil emotivní poctou „nepřítomným, těm, kterým nebylo zločinně a brutálně umožněno dál žít své iluze a úzkosti, a také těm, kteří si dnes s nimi nemohou užívat, svobodně a občansky madridské jaro, které nás vítá a pozvedá naši náladu“ (v jasném odkazu na oběti 11. března).
Královské menu navrhli španělští šéfkuchaři Ferran Adrià a Juan Mari Arzak a sestávalo z:
- Tradiční předkrm, který se mimo jiné skládal ze šunky jabugo, sýra manchego, obalovaných mušlí a kroket a dalších lahůdek a speciálních chlebů
- Tartaletka z listového těsta s mořskými plody na zeleninovém lůžku
- Pečený kapoun s tymiánem a ořechy
- Dort
- Bílé a červené víno spolu s cavou[8]

#### Dort
Svatební dort navrhl španělský cukrář Francisco Torreblanca. Dort se skládal z jakéhosi čokoládového hada různých pater. Spolu s dortem se podávaly různé dezerty, mezi nimiž byl nový výtvor, který spojil oblíbeně chutě ženicha i nevěsty a dostal název „královská gianduja“.

### Cena
O náklady na svatbu se dělila vláda (která převzala většinu rozpočtu na bezpečnost a veřejnou výzdobu ulic) a Úřad španělského krále (který měl na starosti hostinu, svatbu, šaty, pozvánky atd.) Některé odhady počítají, že svatba stála mezi 21 miliony a 40 miliony eur.
RTVE byla hojně kritizována za vysoké náklady na přenos svatby, které podle ní činily 4,5 milionu EUR, ačkoli bývalý ministr Bono uvedl, že přenos stál více než 13 milionů EUR, což korporace popřela.

### Oblečení na svatbě

#### Nevěsta
Letizia na sobě měla platinovou a diamantovou tiáru v empírovém stylu, ve které se provdala královna Sofie. Svatební šaty od Manuela Pertegaze byly bílé, upnuté kolem pasu, s dlouhými rukávy, výstřihem ve tvaru koruny květu, širokou sukní a 4,5 metru dlouhou vlečkou vyšívanou heraldickými motivy. Šaty nevěsty byly tkané valencijským hedvábím a vyšívané stříbrnými a zlatými nitěmi. Svatební závoj byl darem od prince Letizii; měl trojúhelníkový tvar, byl tři metry dlouhý a dva široký, z přírodního hedvábného tylu v barvě slonové kosti. Boty vyrobila designérka z Elche Pura Lópezová.

#### Ženich
Felipe měl na sobě armádní oblek a několik řádů, mimo jiné Řád zlatého rouna.

### Hosté
Oficiální seznam svatebních hostů nebyl zveřejněn, ale podle prince v lednu 2004 se svatby mělo zúčastnit mezi 1 200 a 1 400 hosty.
První pozvánky začaly být rozesílány v dubnu 2004 a skládaly se ze tří různých dopisů. Jeden z nich podepsali členové královské rodiny, další vedoucí Úřadu španělského krále a další rodiče nevěsty.
Všechny dopisy byly zaslány v angličtině. Dopis podepsaný vedoucím Úřadu španělského krále zval účastníky na církevní obřad v katedrále Almudena dne 22. května v 11:00. Dopis podepsaný členy královské rodiny zval účastníky na hostinu konanou ve stejný den ve 14:30. Dopis podepsaný rodiči nevěsty se omezil na sdělení, že se účastní svatby.

### Titul po svatbě
Sňatkem s Felipem získala Letizie všechny ústavní tituly, které jsou princi uznávány jako dědici španělského trůnu; manželé byli od té doby známí jako:
- Kníže a kněžna z Asturie, titul dědice Kastilské koruny
- Kníže a kněžna z Gerony, titul dědice Aragonské koruny
- Kníže a kněžna z Viany, titul dědice Navarrského království
- Vévoda a vévodkyně z Montblanchu
- Hrabě a hraběnka z Cervery
- Pán a paní z Balagueru

Letizia také získala oslovení Královské Výsosti.

## Pocta obětem 11. března
V 8:00 v den svatby podplukovník armády v doprovodu dvou vojáků královské gardy uložil věnec květin s větou: „Vždy v naší paměti, Felipe a Letizia“ v Lese nepřítomných (v současnosti Les vzpomínek), kompozice uprostřed náměstí císaře Karla V. se stromy a květinami, na památku obětí teroristických útoků 11. března.

## Přenos
Televisión Española přenášela živý institucionální televizní signál, který byl distribuován do všech hlavních sítí ve Španělsku, a dosáhl národního rekordu jako nejsledovanější televizní program všech dob s 25,1 miliony diváků. Tyto údaje o publiku převyšují údaje, kterých dosáhly svatby princových sester. Svatbu infantky Cristiny sledovalo 22,7 milionu diváků a svatbu infantky Eleny 21,4 milionu diváků.
Živý institucionální televizní signál byl distribuován i do zahraničí s potenciálním publikem 1,2–2 miliardy. Svatbě se věnovalo téměř 5 600 médií z celého světa.